# Équipe cycliste Ulan
L'équipe cycliste Ulan est une ancienne équipe continentale de cyclisme sur route kazakhe, active en 2008. Elle participe aux circuits continentaux de cyclisme et en particulier l'UCI Europe Tour et l'UCI Asia Tour.
À la fin de sa première année, l'équipe est dissoute.

## Classements UCI
Les tableaux ci-dessous présentent les classements de l'équipe sur les différents circuits, ainsi que son meilleur coureur au classement individuel.
UCI Asia Tour
| Saison | Classement par équipes | Meilleur coureur au classement individuel |
| ------ | ---------------------- | ----------------------------------------- |
| 2008   | 29e                    | Sergey Renev (78e)                        |

UCI Europe Tour
| Saison | Classement par équipes | Meilleur coureur au classement individuel |
| ------ | ---------------------- | ----------------------------------------- |
| 2008   | 45e                    | Aidis Kruopis (186e)                      |

## Ulan en 2008

### Effectif
| Cycliste               | Date de naissance | Nationalité | Équipe 2007         |
| ---------------------- | ----------------- | ----------- | ------------------- |
| Gediminas Bagdonas     | 26.12.1985        | Lituanie    | Klaipeda-Splendid   |
| Linas Balčiūnas        | 14.02.1978        | Lituanie    | Agritubel           |
| Ilya Chernyshov        | 06.09.1985        | Kazakhstan  | Ex-Pro (Capec 2006) |
| Aleksandr Chouchemoïne | 23.02.1987        | Kazakhstan  | Néo-pro             |
| Valeriy Dmitriyev      | 10.10.1984        | Kazakhstan  | Ex-Pro (Capec 2006) |
| Alexsandr Dyachenko    | 17.10.1983        | Kazakhstan  | Ex-Pro (Capec 2006) |
| Dmitriy Gruzdev        | 13.03.1986        | Kazakhstan  | Ex-Pro (Capec 2006) |
| Valentin Iglinskiy     | 12.05.1984        | Kazakhstan  | Ex-Pro (Capec 2006) |
| Nazar Jumabekov        | 03.01.1987        | Kazakhstan  | Ex-Pro (Capec 2006) |
| Egidijus Juodvalkis    | 08.04.1988        | Lituanie    | Klaipeda-Splendid   |
| Alexey Kolessov        | 27.09.1984        | Kazakhstan  | Astana              |
| Simas Kondrotas        | 01.02.1985        | Lituanie    | Klaipeda-Splendid   |
| Aidis Kruopis          | 26.10.1986        | Lituanie    | Klaipeda-Splendid   |
| Alexey Lyalko          | 12.01.1985        | Kazakhstan  | Ex-Pro (Capec 2006) |
| Algirdas Mochus        | 26.10.1986        | Lituanie    | Klaipeda-Splendid   |
| Ramūnas Navardauskas   | 30.01.1988        | Lituanie    | Klaipeda-Splendid   |
| Bolat Raimbekov        | 25.12.1986        | Kazakhstan  | Néo-pro             |
| Sergey Renev           | 03.01.1985        | Kazakhstan  | Néo-pro             |
| Ruslan Tleubayev       | 07.03.1987        | Kazakhstan  | Néo-pro             |

### Victoires
| Date       | Course                              | Pays    | Classe | Vainqueur          |
| ---------- | ----------------------------------- | ------- | ------ | ------------------ |
| 17/04/2008 | 2e étape du Tour du Loir-et-Cher    | France  | 2.2    | Valentin Iglinskiy |
| 10/05/2008 | 4e étape des Cinq anneaux de Moscou | Russie  | 2.2    | Simas Kondrotas    |
| 29/05/2008 | 3e étape du Tour de Navarre         | Espagne | 2.2    | Valentin Iglinskiy |
| 01/06/2008 | 6e étape du Tour de Navarre         | Espagne | 2.2    | Valentin Iglinskiy |
| 01/08/2008 | 4e étape du Dookoła Mazowsza        | Pologne | 2.2    | Linas Balčiūnas    |